# Cantón de Void-Vacon
El cantón de Void-Vacon era una división administrativa francesa, que estaba situada en el departamento de Mosa y la región de Lorena.

## Composición
El cantón estaba formado por dieciocho comunas:
- Bovée-sur-Barboure
- Boviolles
- Broussey-en-Blois
- Laneuville-au-Rupt
- Marson-sur-Barboure
- Méligny-le-Grand
- Méligny-le-Petit
- Ménil-la-Horgne
- Naives-en-Blois
- Ourches-sur-Meuse
- Pagny-sur-Meuse
- Reffroy
- Saulvaux
- Sauvoy
- Sorcy-Saint-Martin
- Troussey
- Villeroy-sur-Méholle
- Void-Vacon

## Supresión del cantón de Void-Vacon
En aplicación del Decreto n.º 2014-166 de 17 de febrero de 2014, el cantón de Void-Vacon fue suprimido el 22 de marzo de 2015 y sus 18 comunas pasaron a formar parte del nuevo cantón de Vaucouleurs.